# میکو هیرینن
میکو هیرینن (فنلاندی: Mikko Hyyrynen؛ زادهٔ ۱ نوامبر ۱۹۷۷) بازیکن فوتبال اهل فنلاند بود.
از باشگاه‌هایی که در آن بازی کرده‌است می‌توان به باشگاه فوتبال یارو، باشگاه فوتبال میپا، و باشگاه فوتبال تورون پالوسئورا اشاره کرد.
وی همچنین در تیم ملی فوتبال فنلاند بازی کرده‌است.